# Loxodonta exoptata
Espèce
Loxodonta exoptata est une espèce fossile d'éléphants d'Afrique du genre Loxodonta (qui comprend les éléphants d'Afrique vivants). 

## Description
Une étude de 2009 a suggéré que Loxodonta exoptata a donné naissance à L. atlantica, qui a donné naissance à L. africana. Les molaires de L. exoptata se distinguent des loxodontes ultérieurs par le numéro de plaque inférieur et leurs boucles d'émail spécialisées. Des restes fossiles de L. exoptata ont été trouvés sur des sites du Pliocène en Afrique de l'Est, notamment Hadar, Laetoli et Koobi Fora.

## Classification
Le nom valide complet (avec auteur) de ce taxon est Loxodonta exoptata (Dietrich, 1941).

### Publication originale
- (de) W. O. Dietrich, « Die Saugetierpalaontologischen Ergebnisse der Kohl-Larsen'schen Expedition 1937-1939 im nordlichen Deutsch-Ostafrika », Zentralblatt fur Mineralogie, Geologie und Palaontologie, Stuttgart,‎ 1941, p. 217-223.